# Cheongju
Cheongju (Cheongju-si; 청주시; 淸州市), è il capoluogo della provincia sudcoreana del Chungcheong Settentrionale. La città è divisa in due distretti (gu), Heungdeok-gu ad ovest e Sangdang-gu ad est.

## Storia
Cheongju è stata una importante città fin dai tempi antichi. Durante le Invasioni giapponesi della Corea (1592-1598), Cheongju è stata la sede della battaglia di Chongju, durante la quale le forze coreane riconquistarono la città dalle forze giapponesi riportando una importante vittoria.